# Mary Louise Wilson
Mary Louise Wilson (née le 12 novembre 1931) est une actrice, chanteuse et comédienne américaine.
Au cours d'une carrière qui a duré plus de 50 ans, elle est apparue dans de nombreuses pièces de théâtre, films et émissions de télévision. Elle est connue pour son rôle, lauréat d'un Tony Award, sur Broadway dans Grey Gardens (en) et pour ses apparitions dans la série télévisée Au fil des jours.

## Biographie
Mary Louise Wilson naît à New Haven, au Connecticut, mais grandit à la Nouvelle-Orléans, en Louisiane. Elle épouse l'acteur Alfred « Chibbie » Cibelli le 6 avril 1965 à New Haven. Ils sont mariés trois ans avant que l'union ne se termine par un divorce.

## Théâtre
| Broadway - Hot Spot (1963) : Sue Ann (début à Broadway) - Flora, The Red Menace (1965) : Comrade Ada - Lovers and Other Strangers (1968) : Bernice - Noël Coward's Sweet Potato (1968) (remplacement) - Promises, Promises (1968) : Marge MacDougall - Watercolor & Criss-Crossing (1970) - The Women (1973) : Nancy Blake - Gypsy: A Musical Fable (1974) : Tessie Tura - The Royal Family (1975) : Kitty Dean - The Importance of Being Earnest (L'Importance d'être Constant, 1977) : Miss Prism - The Philadelphia Story (1980) : Elizabeth Imbrie - Fools (1981) : Lenya Zubritsky - Alice in Wonderland (1982) : the Red Queen - The Odd Couple (1985) : Mickey - Cabaret (1998) : Fräulein Schneider - The Women (2001) : Mrs. Morehead - Grey Gardens (2006) : Edith Bouvier Beale (Tony Award) - On the Twentieth Century (2015) : Letita Peabody Primrose | Off-Broadway - Bonds of Interest (1958) - The Threepenny Opera (1959) (remplacement) - Dime a Dozen (1962) - A Great Career (1968) - Whispers on the Wind (1970) - Sister Mary Ignatius Explains It All for You et The Actor's Nightmare (1982) (remplacement) - Baby with the Bathwater (1983) - Macbeth (1989) - Flaubert's Latest (1992) - Full Gallop (en) (1995) (co-auteur avec Mark Hampton, lauréat du Drama Desk Award for Outstanding One-Person Show) - Bosoms and Neglect (1998) - The Beard of Avon (2004) - Grey Gardens (2006) - 4000 Miles (2011) |

## Filmographie partielle

### Filmographie
- 1971 : Klute : an ad agency secretary
- 1971 : L'Affrontement (Going Home) : Mrs. Green the real estate lady
- 1972 : Up the Sandbox : Betty
- 1978 : King of the Gypsies (Le Roi des gitans) : Ivy
- 1982 : La Cage aux poules (The Best Little Whorehouse in Texas) : Miss Mo-dene
- 1983 : Zelig : Ruth, Zelig's half-sister
- 1984 : Ras les profs ! (Teachers) : teacher
- 1986 : Une baraque à tout casser (The Money Pit) : Benny's mom
- 1989 : Cheap Shots : Dotty
- 1989 : Simetierre (Pet Sematary) : Dory Goldman
- 1989 : She-Devil : Mrs. Trumper
- 1990 : Chacun sa chance (Everybody Wins) : Jean
- 1990 : Green Card : Mrs. Sheehan
- 1993 : Les Aventures de Huckleberry Finn : Miss Watson
- 1993 : Mr. Wonderful : Muriel Manners
- 1998 : Ma meilleure ennemie (Stepmom) : Mrs. Franklin
- 1999 : 24 Nights : Lillian
- 2002 : Searching for Paradise : Evelyn Greenslate
- 2003 : The Third Date : Lulu
- 2003 : Psychoanalysis Changed My Life : Dr. Anya Zurmer
- 2013 : Nebraska : Aunt Martha
- 2014 : The Humbling : Madame Rutledge
- 2018 : Ocean's 8 : Marlene

### Télévision
- 1970 : La Force du destin (All My Children) : Millicent Greenlee (1999-2000)
- 1977 : The Royal Family : Kitty Dean
- 1976-1977 : Au fil des jours (One Day at a Time) : Ginny Wroblicki
- 1978 : Maude : Congresswoman Irene McIlhenny
- 1982 : Lou Grant
- 1986 : A Mistaken Charity : Mrs. Simmonds
- 1986 : Histoires de l'autre monde (Tales from the Darkside)
- 1988 : The Thorns
- 1992-1993 : Hallmark Hall of Fame (saison 42, épisode Blind Spot, 1993) : Mrs. Deitz
- 1996 : Remember WENN
- 1999 : Cosby
- 2000 : Frasier
- 2000 : Les Soprano (The Sopranos) : Catherine Romano
- 1999 : A Season for Miracles : Corinna
- 2002 : The Women : Mrs. Morehead
- 2010 : Louie : la mère de Louie[7]
- 2012 : Nurse Jackie : Doris
- 2014 : Devious Maids : Dolores
- 2014-2018 : Mozart in the Jungle : Bunny
- 2015 : RIP : Fauchés et sans repos : La mère de Craigory
- 2016 : Orange Is the New Black : Millie
- 2018 : Modern Family : Becky Pritchett

## Voix françaises
- Régine Blaess dans Ma meilleure ennemie (1998)
- Marie-Martine dans Nebraska (2013 - version cinéma)
- Frédérique Cantrel dans Nebraska (2013 - version télévision)

## Récompenses et distinctions
| Année | Prix                        | Catégorie                                                                                               | Travail nommé            | Résultat   |
| ----- | --------------------------- | --- | ------------------------ | ---------- |
| 1996  | Prix Obie                   | Performance distinguée d'une actrice                                                                    | Full Gallop              | Lauréat    |
| 1998  | Prix Tony                   | Meilleure performance d'une actrice en vedette dans une comédie musicale                                | Cabaret                  | Nomination |
| 1999  | Prix Drama Desk             | Actrice vedette exceptionnelle dans une pièce                                                           | Bosoms and Neglect       | Nomination |
| 2004  | Prix Drama Desk             | Actrice vedette exceptionnelle dans une pièce                                                           | The Beard of Avon        | Nomination |
| 2006  | Outer Critics Circle Award  | Actrice vedette exceptionnelle dans une comédie musicale                                                | Grey Gardens (en)        | Nomination |
| 2006  | Prix Lucille Lortel         | Performance exceptionnelle d'une actrice en vedette                                                     | Grey Gardens (en)        | Nomination |
| 2006  | Prix de la ligue dramatique | Performance distinguée                                                                                  | Grey Gardens (en)        | Nomination |
| 2007  | Prix Tony                   | Meilleure performance d'une actrice en vedette dans une comédie musicale                                | Grey Gardens (en)        | Lauréat    |
| 2007  | Prix Richard Seff           | Meilleure performance d'une actrice dans un second rôle dans une production de Broadway ou Off-Broadway | Grey Gardens (en)        | Lauréat    |
| 2012  | Prix Obie                   | Performance distinguée d'une actrice                                                                    | 4000 Miles               | Lauréat    |
| 2012  | Prix de la ligue dramatique | Performance distinguée                                                                                  | 4000 Miles               | Nomination |
| 2015  | Outer Critics Circle Award  | Actrice vedette exceptionnelle dans une comédie musicale                                                | On the Twentieth Century | Nomination |